# Wolfgang Pickert
Wolfgang Pickert (3 de febrero de 1897 - 19 de julio de 1984) fue un general en la Luftwaffe de la Alemania Nazi durante la II Guerra Mundial que comandó el III Cuerpo Antiaéreo. Fue condecorado con la Cruz de Caballero de la Cruz de Hierro con Hojas de Roble.
En enero de 1943, Pickert, como comandante de la 9.ª División Antiaérea, huyó del cerco de Stalingrado evitando su captura.

## Condecoraciones
- Cruz de Hierro (1914) 2.ª Clase (2 de noviembre de 1916) & 1.ª Clase (13 de abril de 1918)[2]
- Cruz de Honor 1914-1918
- Broche de la Cruz de Hierro (1939) 2.ª Clase (1939) & 1.ª Clase (1940)[2]
- Insignia de Combate Antiaéreo (19 de agosto de 1942)
- Cruz Alemana en Oro el 7 de diciembre de 1942 como Generalmajor en la 9. Flak-Division[3]
- Cruz de Caballero de la Cruz de Hierro con Hojas de Roble
  - Cruz de Caballero el 11 de enero de 1943 como Generalmajor y comandante de la 9. Flak-Division (mot.)[4]
  - 489.ª Hojas de Roble el 5 de junio de 1944 como Generalmajor y comandante del III. Flak-Korps[5]